# Reprezentacja Hiszpanii na Mistrzostwach Świata w Narciarstwie Klasycznym 2011
Reprezentacja Hiszpanii na Mistrzostwach Świata w Narciarstwie Klasycznym 2011 liczy 5 sportowców.

## Medale

### Złote medale
Brak

### Srebrne medale
Brak

### Brązowe medale
Brak

## Wyniki

### Biegi narciarskie mężczyzn
Bieg łączony na 30 km
- Vicenç Vilarrubla - 52. miejsce
- Javier Gutiérrez Cuevas - 64. miejsce

Bieg na 15 km
- Vicenç Vilarrubla - 58. miejsce
- Javier Gutiérrez Cuevas - 63. miejsce

Bieg na 50 km
- Diego Ruiz - 54. miejsce
- Ioseba Rojo - 57. miejsce
- Javier Gutiérrez Cuevas - 58. miejsce

### Biegi narciarskie kobiet
Bieg łączony na 15 km
- Laura Orgué - 45. miejsce

Bieg na 10 km
- Laura Orgué - 38. miejsce

Bieg na 30 km
- Laura Orgué - 38. miejsce